# Metaphycus megale
Metaphycus megale is een vliesvleugelig insect uit de familie Encyrtidae. De wetenschappelijke naam is voor het eerst geldig gepubliceerd in 2004 door Noyes.